# イスラム国 コーカサス州
イスラム国コーカサス州 (IS-CP) は、過激派イスラム主義組織「イスラム国」（IS）の一派で、ロシアの北コーカサスで活動している。ISは2015年6月23日にグループの結成を発表し、ルスタム・アシルダロフをリーダーに任命した。2017年までに組織化された勢力としては崩壊したが、一部の一ローンオフェンダーはいまだにイスラム国を代表して活動している。 

## 背景
2014年11月から、カフカース首長国の中堅司令官たちは、首長国の指導者アリアシャブ・ケベコフからISの指導者アブー・バクル・アル＝バグダーディーに忠誠を誓い始めた。2015年2月までに、チェチェン（ヴィライェト ・ノクチチョ）とダゲスタン（ヴィライェト・ダゲスタン）にある首長国の支部の指揮官の多くが亡命した。 ケベコフと首長国の上級忠誠者たちは、彼らを非難する声明を発表し、彼らは最も上級の亡命者であるルスタム・アシルダロフを裏切り者として非難した。  さらに2015年6月には、ヴィラヤト・ノクチチョの指導者アスラン・ビュトゥカエフがアル・バグダディへの忠誠を誓った という、ダゲスタン、チェチェン、イングシェチア、カバルディーノ・バルカリアの武装勢力によるものとされる音声声明が発表された。

## 歴史
2015年6月23日、ISのスポークスマン、アブ・モハマド・アル・アドナニはこれらの誓約を受け入れ、北コーカサス地域に新たなウィラヤ（州）の創設を発表した。アドナニはこの地域のIS指導者としてアシルダロフを指名し、この地域の他の過激派に彼に従うよう呼びかけた。
同グループは2015年9月2日、最初の攻撃としてダゲスタン南部のロシア軍基地への攻撃を起こしたと主張した。 9月に公開された映像でも、アシルダロフはコーカサスのIS支持者に対し、イラクやシリアに行くのではなく、現地で戦闘に参加するよう呼びかけている。
2016年12月4日、ロシアの治安当局はマハチカラの家宅捜索でアシルダロフとその仲間4人を殺害したと報告した。
2018年2月18日、22歳の男がキズリャルの教会で銃を乱射し、5人が死亡、5人が負傷した。犯人は後に治安部隊によって殺害され、後に犯人が「イスラム国」への忠誠を誓う動画が公開され、「イスラム国」も犯行声明を出した。
2018年8月20日、複数の若い武装勢力団員がグロズヌイの警察署をナイフで襲撃し、少なくとも7人の警察官を負傷させた。犯人は全員死亡し、「イスラム国」が犯行声明を出した。
2019年1月初旬、同グループは2018年のマグニトゴルスク集合住宅ガス爆発事故と翌日の攻撃の責任を主張した。同グループは、ビル崩壊は爆弾テロによるものだと述べた。しかし、この主張はロシアの調査官によって否定され、ビル崩壊の原因はガス漏れである可能性が高いとされた。
2019年1月25日、セルノヴォドスコエ（クルスキー地区）の集落で、警官のグループが銃撃犯に襲われ、警官2人が負傷した。警官たちは反撃し、犯人を殺害したが、その死体は後に森の中でカラシニコフのそばで発見された。後に「イスラム国」が犯行声明を出した。
2019年4月12日、アルファ部隊、地元警察、ロシア国家親衛隊が関与した大規模な作戦において、重武装したIS武装勢力2人がチュメニ市で殺害された。これらの過激派は、市内の公共の場所への攻撃を計画していた。
2019年6月23日、グロズヌイのラムザン・カディロフ邸のすぐ外で、ナイフを振り回す過激派が2人の警察官を襲撃した。襲撃者は警察によって殺害された。犯人の車からは猟銃が発見されたという。後に「イスラム国」がこの攻撃の犯行声明を出した。
2019年7月2日、バムート郊外の検問所で、武装勢力がナイフと手りゅう弾で警察官を襲撃し、警察官1人が死亡、数人が負傷した。後に「イスラム国」が犯行声明を出した。
2021年1月21日、チェチェンでアスラン・ビュツカエフらIS武装勢力5人が殺害された。
2021年以降、グループの運命は不明である。2022年ロシアのウクライナ侵攻が起きる中、組織は指導者不在となった。
2024年4月、ヴィラヤト・カブカズ（イングシェチア部門）はグループの状況に関する音声メッセージを発表した。彼らによるとグループは勢力を拡大させており。、2021年以降の新たなリーダーを選ぼうとしている。
2024年4月22日、ロシアの北コーカサス地方カラチャイ・チェルケス共和国のカラチャエフスクの町で、ISと思われる武装集団がロシア警察のパトロール隊を襲撃し、2人の警察官を殺害、3人目を負傷させた。
2024年4月28日、ISの武装集団がカラチャイ・チェルケス共和国のマラ・アヤギ村にあるロシア警察署を襲撃し、警察署に車で接近した後、爆発物を投げつけて発砲、警察官2人が死亡、少なくとも4人が負傷した。犯人は全員、襲撃中に死亡したとされる。

## テロ組織としての指定
IS-CPは2015年9月29日に米国によって特別指定グローバルテロリスト（SDGT）組織に指定され、アスラン・ビュトゥカエフは2016年7月13日にSDGT個人としてリストアップされた。